# Церемонија отварања летњих олимпијских игара у Лондону 2012.
Церемонија отварања Летњих олимпијских игара 2012. одржана је у петак 27. јула 2012. увече на Олимпијском стадиону у Лондону, током које је Игре свечано отворила краљица Елизабета II. Као што је наложено Олимпијском повељом, поступак је комбиновао свечано отварање овог међународног спортског догађаја (укључујући поздравне говоре, подизање застава и параду спортиста) са уметничким спектаклом како би се приказала култура земље домаћина. Спектакл је носио назив Isles of Wonder и режирао га је британски филмски режисер Дени Бојл, добитник Оскара.
Пре Лондона 2012. постојала је велика бојазан у вези са способношћу Британије да приреди церемонију отварања која би могла да достигне стандард на Летњим играма у Пекингу 2008. године. Церемонија 2008. била је позната по свом обиму, екстраваганцији и трошковима, хваљена као „највећа икада“, и коштала је 65 милиона фунти. Насупрот томе, Лондон је потрошио око 27 милиона фунти (од 80 милиона фунти предвиђених за четири церемоније), што је ипак било дупло више од првобитног буџета. Без обзира на то, церемонија отварања у Лондону одмах је виђена као огроман успех, нашироко хваљена као „ремек-дело“ и „љубавно писмо Британији“.
Церемонија је почела у 21:00 БСТ и трајала је скоро четири сата. Процењује се да ју је гледала телевизијска публика широм света од 900 милиона, што је постала најгледанија церемонија отварања Олимпијских игара у Великој Британији и САД. Садржај је углавном био тајан пре наступа, упркос хиљадама волонтера и две јавне пробе. Главни делови уметничке изложбе представљали су британску индустријску револуцију, Националну здравствену службу, књижевно наслеђе, популарну музику и културу, и били су познати по живописном приповедању и употреби музике. Две краће секције су изазвале посебне коментаре, укључујући снимљену камео појаву краљице са Џејмсом Бондом као њеном пратњом, и наступ Лондонског симфонијског оркестра уживо коме се придружио комичар Рован Аткинсон. Они су се нашироко приписивали британском смислу за хумор . На церемонији су учествовали деца и млади људи у већини сегмената, одражавајући тежњу „инспирације једне генерације“ првобитне понуде Лондона за Игре.
Би-Би-Си је објавио снимак целе церемоније отварања 29. октобра 2012, коју је уредио Дени Бојл и са додацима у позадини, заједно са више од седам сати спортских догађаја и комплетном церемонијом затварања.

## Припреме
Лондонски организациони комитет Олимпијских и Параолимпијских игара ( ЛОЦОГ ) је у јуну 2010. приступио Данију Бојлу да буде директор церемоније и он је одмах прихватио. Бојл је објаснио да су га четири ствари натерале да прихвати посао: био је велики навијач Олимпијаде, живео је миљу од стадиона и тако се осећао уложеним у ту област, рођендан његовог покојног оца је био на датум церемоније, и осећао се његов 'Оскаров утицај' би му омогућио да прогура оно што је желео да уради. Он је рекао да се „чудно више осећа као ... грађанска или национална одговорност“ да преузме посао.
Бојл је признао да је екстраваганција церемоније отварања 2008. била немогућ чин за праћење — „не можете постати већи од Пекинга“ — и да је та спознаја заправо креативно ослободила његов тим. Рекао је „..очигледно нећу да покушавам да градим на Пекингу, јер како би ти? Ми не можемо, а ни ви не бисте желели, па се враћамо на почетак. да покушамо да оставимо утисак да се преиспитујемо и поново покрећемо, јер су ( церанија отварања ) ескалирала од Лос Анђелеса 1984. Сваки пут су покушавали да надмаше себе, а ви то не можете да урадите после Пекинга."  Буџет Пекинга је износио 65 милиона фунти, док је коначни буџет Лондона био 27 милиона фунти, што је дупло више од првобитне одредбе. Лондонски стадион имао је исти број седишта као и пекиншки, али је био упола мањи; ова интимност обима значила је да је Бојл осећао да може постићи нешто лично и повезујуће.
Различити делови церемоније су осмишљени тако да одражавају аспекте британске историје и културе, са насловом Ислес of Вондер делом инспирисан Шекспировом драмом Бура (посебно Калибановим говором „Не плаши се“  ), а делом Афоризам ГК Честертона : „Свет ће пропасти не због недостатка чуда, већ због недостатка чуда“.
У јулу 2010, Бојл је почео да размишља о идејама са дизајнером Марком Тилдеслијем, писцем Френком Котрел-Бојсом и костимографом Сутиратом Ан Ларларб. Разматрали су „оно што је у суштини британско“, при чему је Ларларб који није Британац могао да понуди поглед на оно што је свет мислио да Британија значи. Котрел-Бојс је дао Бојлу копију Пандемонијума (названог по престоници пакла у изгубљеном рају ) од Хамфрија Џенингса, који је упоредио савремене извештаје из индустријске револуције. Постало је традиционално током церемоније отварања да се на спектакуларан начин 'произведу' олимпијски прстенови. Цоттрелл-Боице је прокоментарисао „Дени је имао врло јасну идеју да у првих 15 минута мораш да имаш сјајну, запањујућу слику која може да обиђе свет; морала је да достигне врхунац нечим што је натерало људе да кажу „О мој Боже!“ . Бојл је одлучио да „пут од пасторала до индустрије, који се завршава ковањем олимпијских прстенова” буде та слика.
Десет одвојених поглавља на којима је тим почео да ради постепено су сабијени у три главна покрета: насилни прелазак са „зелене и пријатне земље“ на „пандемонијум“ индустријске револуције, поздрав НХС-у и књижевности за децу и прослава поп култура, технологија и дигитална револуција.
Када се Бојл вратио да ради на церемонији у пролеће 2011, замолио је Рика Смита из Ундерворлд-а, са којим је радио на неколико филмских пројеката, као и на његовој позоришној продукцији Франкенштајн Мери Шели, да буде музички директор. У исто време тим се преселио у студијски комплекс Тхрее Миллс у источном Лондону, где је направљена макета стадиона у размери 4x4 m. Из безбедносних разлога, једна верзија церемоније уз помоћ CGI-а је сачувана на лаптопу уредника Саше Дилона; ко је требао да дође у студио.
Глумачку екипу чинили су професионални извођачи и 7.500 волонтера. Бојл је волонтере сматрао „највреднијом робом од свих“. У новембру 2011. су били на аудицији у Тхрее Миллс-у, а пробе су озбиљно почеле у пролеће 2012. на отвореном простору у Дагенхаму (напуштена Фордова фабрика), често по лошем времену. Иако су кључни сарадници морали да потпишу споразуме о неоткривању података и да су неки елементи носили кодна имена, Бојл је указао огромно поверење волонтерима тражећи од њих да једноставно „сачувају изненађење“ и да не пропуштају никакве информације. Регрутовани су још добровољци да помогну у обезбеђењу и распореду, као и да подрже техничку посаду. Три недеље пре церемоније, Марк Рајланс, који је требало да преузме главну улогу, повукао се након породичне жалости и заменио га је Кенет Брана.
Олимпијско звоно, највеће хармонично штимовано звоно на свету, тешко 23 тоне, изливено је од месинга под руководством ливнице звона Вајтчепел од стране Роиал Еијсбоутса из Холандије и окачено је на стадиону. Био је исписан ретком из Калибановог говора у Бури : „Не бој се, острво је пуно буке“.
Бојл је дао значајан нагласак на теми из Лондона 2012. „инспирисати једну генерацију“ и осмислио програм који се у великој мери ослањао на децу и младе, и изграђен око тема које би се односиле на младе. 25 школа у шест првобитних општина источног Лондона домаћина коришћено је за регрутовање деце добровољаца за наступ, а 170 ученика шестог разреда (16–18-годишњака), међу којима говоре више од 50 језика, регрутовано је са својих колеџа.
Дана 12. јуна 2012. на конференцији за штампу, Бојл је обећао огроман скуп руралних Британаца, који је требало да укључи сеоски тим за крикет, животиње са фарме, модел Гластонбери тора, као и мајски стуб и облак који ствара кишу. Његова намера је била да представи рурални и урбани пејзаж Британије. Дизајн је био да укључи мосх јаму на сваком крају сета, један са људима који славе рок фестивал, а други Last Night of the Proms.
Бојл је обећао церемонију у коју ће се сви осећати укључени; рекао је: „Надам се да ће то открити колико смо необични и супротни – и колико, надам се, постоји топлина у нама. Неки од комплета су дизајнирани са правом травом и земљом. Употреба животиња (40 оваца, 12 коња, 3 краве, 2 козе, 10 кокошака, 10 патака, 9 гусака и 3 овчарска пса, о којима брину 34 руковаоца животиња) изазвала је неке критике од стране Пеопле фор  the Етхицал Треатмент of Анималс (ПЕТА). ). Бојл, кога је РСПЦА саветовала, уверио је ПЕТА-у да ће животиње бити добро збринуте. Након конференције за штампу, многи коментари у УК Пресс-у били су негативни и привукли су „стотине коментара на мрежи који у потпуности подржавају... гледиште да би церемонија отварања била катастрофа“.
Огромна већина коришћене музике била је британска. Тим је радио у суседству са канцеларијом музичког директора за завршну церемонију, Дејвида Арнолда, па је, чувши међусобну музику, настала борба да прво затражи одређену песму. АР Рахман, који је са Бојлом радио на филмовима Милионер са улице и 127 сати, компоновао је панџапску песму 'Нимма Нимма' како би приказао индијски утицај у Великој Британији, према Бојловој жељи. Више индијске музике је такође било предвиђено за укључивање у мешавину. Пол Макартни је требало да буде завршни чин церемоније.
Себастијан Коу је био кључан у тражењу од краљице да учествује, реагујући позитивно када је Бојл први пут представио филмску секвенцу Хаппи анд Глориоус са краљицом. Бојл је предложио да краљицу глуми или сличну, или глумицу светске класе као што је Хелен Мирен, на локацији која ће се удвостручити као Бакингемска палата. Ко је питао принцезу Анне, британску чланицу МОК-а и ЛОЦОГ-а, шта она мисли, а она му је рекла да пита краљицу. Цое је представио идеју краљичином заменику приватног секретара. Бојл је био изненађен када је чуо да би краљица радо играла саму себе и желео је да говори. Снимање је одржано крајем марта 2012, а Хаппи анд Глориоус продуцирао је Би-Би-Си, као и почетни филм Путовање дуж Темзе .
Промене су се још увек вршиле у програму последњих дана пре церемоније: одељак за БМКС бицикле је избачен због временских ограничења, а одељци 'Пандемонијум' и 'Хвала.. Тим' су измењени. Бојл је 2016. испричао како је био под притиском Џеремија Ханта, тадашњег секретара за Олимпијаду и културу, да смањи део НХС-а, који је спасао само претњом да ће поднети оставку и повести волонтере са собом.
Две генералне и техничке пробе одржане су на Олимпијском стадиону, 23. и 25. јула, пред публиком од 60.000, коју су чинили волонтери, породице чланова глумачке екипе, победници такмичења и други повезани са Играма. Бојл их је замолио да "не покваре изненађење" користећи хештег #саветхесурприсе на друштвеним мрежама, држећи тај наступ у тајности за стотине милиона који ће гледати у петак увече.

## Званичници и гости

### Royal Box
У краљевској ложи су седели краљица и војвода од Единбурга, принц од Велса и други чланови британске краљевске породице. У пратњи су били надбискуп Кентерберија Роуан Вилијамс, премијер Дејвид Камерон, супружник премијерке Саманта Камерон, бивши премијери Џон Мејџор, Тони Блер и Гордон Браун и градоначелник Лондона Борис Џонсон. Званичници олимпијског покрета били су председник МОК-а Жак Рог, председник ЛОЦОГ-а Себастијан Коу и чланови МОК-а.

### Међународни угледници
Церемонија је била највеће окупљање светских лидера за олимпијски и спортски догађај у историји, надмашивши онај из 2008. године. Присуствовала су три мултилатерална лидера, више од деведесет пет шефова држава и влада и представници пет организација и сто двадесет земаља.

## Зборник радова

### Распоред
| време (БСТ)   | Наслов одељка                         |
| 27. јул 2012. | 27. јул 2012.                         |
| ------------- | ------------------------------------- |
| 21:00–21:04   | Одбројавање                           |
| 21:04–21:09   | Зелена и пријатна земља               |
| 21:09–21:25   | Пандемонијум                          |
| 21:25–21:35   | Срећна и славна                       |
| 21:35–21:47   | Други десно, и право до јутра         |
| 21:47–21:52   | Интерлуде                             |
| 21:52–22:09   | Френки и Џун кажу... хвала Тим        |
| 22:09–22:20   | Останите са мном                      |
| 22:20–00:00   | Добродошли                            |
| 28. јул 2012. |                                       |
| 00:00–00:07   | Бике ам                               |
| 00:07–00:24   | Нека игре почну                       |
| 00:24–00:38   | Постоји светлост која никад не излази |
| 00:38–00:46   | И на крају                            |

### Пролог
Тачно у 20:12 (20:12) Црвене стреле су извеле прелет преко Олимпијског стадиона, а затим и преко концерта у Хајд парку. На овом концерту су наступили уметници изабрани да представљају четири нације Уједињеног Краљевства: Дуран Дуран, Стереопхоницс, Снов Патрол и Паоло Нутини.
На почетку стадион је садржао руралну сцену укључујући модел Гластонбери Тор, модел села и воденог точка, препуног живих животиња (уклоњених непосредно пре почетка церемоније), и глумаца који приказују запослене сељане, фудбалере и играче крикета.
Френк Тарнер је извео три песме ("Саилор'с Боотс", "Вессек Бои" и " И Стилл Белиеве ") по узору на Гластонбери Тор, а придружили су му се Емили Баркер, Бен Марвоод и Јим Лоцкеи, као и његов редовни пратећи бенд The Слипинг Соулс. ЛСО Он Трацк (оркестар од 80 младих музичара из десет општина источног Лондона заједно са 20 чланова ЛСО-а) је затим извео „ Нимрод “ Едварда Елгара из Енигма Вариатионс, праћен одломцима из ББЦ Радио Шипинг Форкаст, и морским сликама на велике екране, док је публика држала плаве чаршаве како би симулирала призор океана. Овај наступ славио је британско поморско наслеђе и географску изолованост.

### Одбројавање(21:00–21:04 БСТ)
Церемонија је почела у 21 сат након једноминутног филма одбројавања '60 до 1' састављеног од снимака бројева, као што су они на вратима кућа, уличним плочицама, лондонским аутобусима, перонима станица и етикетама на пијаци. Број 39 се види у подножју степеница, референца на роман Џона Бјукена Тридесет девет корака, док је 10 број врата из Даунинг стрита 10 .
Двоминутни филм Путовање дуж Темзе, у режији Бојла и продукцији Би-Би-Сија, отворио је церемонију. Уз звук песме "Сурф Солар" Фуцк Буттонса, пратила је реку Темзу од њеног извора до срца Лондона, супротстављајући слике савременог британског живота са пасторалним снимцима и блесцима сцена са стадиона. Накратко су виђени ликови Пацов, Кртица и Жаба из филма Ветар у врбама, као и ' Монти Пајтонова рука' која показује ка Лондону на кишобранима, и воз ИнтерЦити 125 који пролази поред олимпијских прстенова као кругови у житу у пољу. У електрани Баттерсеа, свиња Пинк Флојда је летела између торњева; звук сата из друге песме Пинк Флојда " Тиме " се чуо како пролази поред Биг Бена. Саундтрек је укључивао исечке из тематске песме  The Соутх Банк Схов, „ Лондон Цаллинг “ групе
The Clash и „ Боже сачувај краљицу “ Сек Пистолса док је филм пратио руту злогласног крстарења бенда низ реку Темзу током Сребрни јубилеј.
Након подизања на поглед из ваздуха на Источни Лондон који одражава насловну секвенцу ББЦ сапунице ЕастЕндерс, уз звук удара бубња из завршне теме, филм је бљеснуо низ баријеру Темзе, у Боу Крик, а затим испод површине кроз воз и станица лондонске подземне железнице, историјски снимци тунела Темзе из Краљевства Исамбард Брунел и кроз тунел Ротхерхитхе. Затим је прешао на секвенцу снимљену испред стадиона непосредно пре церемоније, на коју су постављени постери са претходних летњих олимпијских игара (сви осим 1900. Париз, 1936. Берлин, 1984. Лос Анђелес и Атланта 1996.), на снимак „ Мапе of the Проблематикуе " од Мусе. Ово се завршило снимком уживо троје чланова глумачке екипе који држе постере за такмичење 2012. године.
Затим је уследило одбројавање од десет секунди на стадиону, а деца су држала гроздове балона који су истовремено пуцали (иако један сет није експлодирао), а публика је узвикивала бројеве. Бредли Вигинс, који је освојио Тур де Франс пет дана раније, отворио је церемонију звоњавом на Олимпијско звоно које је висило на једном крају стадиона. Пуштена су четири балона за горњу атмосферу, од којих се очекивало да ће сваки носити сет олимпијских прстенова и камеру до средине стратосфере.

### Зелена и пријатна земља(21:04–21:09)
Be not afeard: the isle is full of noises,
 Sounds, and sweet airs, that give delight, and hurt not.
 Sometimes a thousand twangling instruments
 Will hum about mine ears; and sometimes voices,
 That, if I then had wak'd after long sleep,
 Will make me sleep again: and then, in dreaming,
 The clouds methought would open and show riches
 Ready to drop upon me; that, when I wak'd,
 I cried to dream again.

William Shakespeare, The Tempest, Act 3, Scene II
Приказ сеоског живота који је већ у арени био је наглашен као „подсетник и обећање једног и будућег бољег живота“. Омладински хорови су започели а цаппелла извођење неформалних химни четири нације у Великој Британији: „ Јерусалим “ (за Енглеску, отпеван од стране живог хора на стадиону), „ Данни Бои “ (са Гиант'с Цаусеваи у Северној Ирској), „ Цвет Шкотске “ (из Единбуршког замка у Шкотској), и „ Хлеб небески “ (са плаже Рхосили у Велсу – пева се на енглеском). Ово је било исечено са снимцима запажених покушаја домаћих нација у рагбију, победничким голом Енглеске из финала Светског првенства у рагбију 2003. и снимцима уживо са стадиона.
Како је последњи наступ хора завршен, ушле су старинске кочије лондонске Генерал Омнибус компаније, носећи бизнисмене и ране индустријалце у викторијанским хаљинама и цилиндрима, предвођене Кенетом Бранагом као Исамбард Кингдом Брунел . 50 мушкараца сишло је из кочија и са одобравањем прегледало земљу. Након што је ушао на Гластонбери Тор, Брунел је одржао Калибанов говор „Не плаши се“, одражавајући Бојлов увод у церемонију у програму  и означавајући тежњу нове индустрије или нове ере у Британији. Ово је предвиђало следећи део церемоније.

### Пандемонијум(21:09–21:25)
Овај одељак обухвата британски економски и друштвени развој од руралне економије преко индустријске револуције до 1960-их.
Поступци су изненада прекинути гласним повиком, који су снимили волонтери током проба, након чега је уследило бубњање (унапред снимљено бубњање појачано је од 965 чланова глумачке екипе који су бубњали на преокренутим кућним кантама и кантама), на челу са Евелин Глени . Храст тежак три тоне на врху Гластонбери Тор-а се подигао, а индустријски радници изашли су и из јарко осветљене унутрашњости Тора и из улаза на стадион, да би се екипа повећала на укупно 2.500 волонтера. Тако је почело оно што је Бојл назвао "највећом променом сцене у историји позоришта" и нешто што му је саветовао да не покушава. Почела је да свира песма Андерворлд -а " И ја ћу пољубити ", док је глумачка екипа откотрљала траву и друге сеоске реквизите.
Из земље се уздизало седам димњака за димњаке са пратећим стубовима, заједно са осталим индустријским машинама: пет моторних греда, шест разбоја, лончић и водени точак (један од ретких предмета који су остали са сеоске сцене). Бојл је рекао да овај одељак слави „огроман потенцијал“ који је пружио напредак викторијанске ере. Такође је укључивао и минут ћутања у знак сећања на губитак живота у оба светска рата, уз британске ' Томије ' и снимке мака, током којих су имена Аццрингтон Палс-а била приказана на екранима стадиона. Неподстакнути, чланови публике су истицали поштовање током овог сегмента.
Волонтери су парадирали око стадиона представљајући неке од група које су промениле лице Британије: покрет жена за право гласа, Крсташки рат Џероу, први карипски имигранти који су стигли 1948. на Емпире Виндрусх, ДЈ из 1970-их, Носталгиа Стеел Банд, и The Беатлес како су се појавили на насловној страни Сгт. Пеппер'с Лонели Хеартс Цлуб Банд . Такође су били укључени и стварни Цхелсеа Пенсионерс, Гриметхорпе Цоллиери Банд и група Пеарли Кингс и Куинс.
Радници су почели да ливеју гвоздени прстен. Како су се повећавали ниво буке и напетост, вођени немилосрдним ритмом музике и бубњева, учесници су опонашали понављајуће механичке покрете повезане са индустријским процесима као што је ткање. Четири светлећа наранџаста прстена су постепено почела да се носе високо изнад стадиона ка његовом центру на жицама изнад, а онда је прстен наизглед ливен и кован у арени почео да се диже. Пет прстенова се спојило, још увек светлећи и праћени ефектима паре и ватромета како би се створио утисак да су од усијаног метала. Када је пет прстенова формирало олимпијски симбол изнад стадиона, они су запалили и запалили ватру у сребру и злату. Слика олимпијских прстенова у пламену постала је икона церемоније, репродукована у новинама и веб причама широм света.

### Срећни и славни(21:25–21:35)
У кратком филму који је режирао Бојл и продуцирао Би-Би-Си, назван Хаппи анд Глориоус (по стиху у државној химни), приказан је лик Џејмса Бонда, кога је тумачио тадашњи Бондов глумац Данијел Крејг, који улази на улазну капију Бакингемске палате у Лондон црни такси . Његов улазак (праћен аранжманом Хендлове песме „ Долазак краљице од Сабе “) примећују бразилска деца (поклон Рио де Жанеиру, који је требало да буде град домаћин следећих летњих Игара) у престоној сали. Бонд је испратио краљицу Елизабету II (која је глумила себе, признајући Бонду речима: „Добро вече, господине Бонд“) из зграде у хеликоптер АгустаВестланд АВ139 који је чекао. Филм је пратио хеликоптер широм Лондона, са снимцима навијачке гомиле у тржном центру, Нелсоновој колони, Вестминстерској палати са анимираном статуом Винстона Черчила на Тргу Парламента, и Темзе поред Лондон Еие, катедрале Светог Павла, финансијског округ Цити of Лондон.
Хеликоптер је затим прошао кроз Тауер Бриџ у пратњи Дамбустерс марша. Филм је завршио тако што су Бонд и краљица очигледно скочили из правог хеликоптера уживо изнад стадиона, у пратњи „ теме Џејмса Бонда “. Потом су публици представљени краљица и војвода од Единбурга, заједно са Рогом. Краљица је носила исту хаљину као на филму, као да је управо стигла са Бондом.
Идеју о скоку из краљевског хеликоптера први је изнео редитељ Дени Бојл Себастијану Коуу, коме се то толико допало да га је однео Едварду Јангу, приватном секретару краљице, у Бакингемској палати у лето 2011. Јанг је 'мудро слушао, смејао се и обећао да ће питати шефа'. Коу се вратио глас да би краљица волела да учествује. Јанг, Бојл и Ко су се сложили да план држе у тајности како не би покварили изненађење. Дана 19. септембра 2022, ујутро на краљичину сахрану, Цое је рекао за ББЦ Невс да је првобитно однео концепт принцези Ани чије је једино питање било „Какав хеликоптер?  Две године касније, током државне посете ирског председника Мајкла Хигинса, сама краљица је у извесној мери приписала хумор Бојловом ирском наслеђу, рекавши: „Требао је неко ирског порекла, Дени Бојл, да ме натера да скочим са хеликоптер.“ 
За сцене са хеликоптером Краљицу је удвостручила глумица Џулија Мекензи , а за скок падобраном БАСЕ скакач и каскадер Гери Конери у хаљини, шеширу, накиту и са торбицом. Бонда је играо Марк Сатон . Хеликоптер је долетео на стадион са аеродрома Стејплфорд у Есексу, којим је пилотирао Марк Волф .
Заставу Уније потом су подигли припадници Оружаних снага Велике Британије, док је први и трећи стих државне химне а капела извео Каос Сигнинг Цхоир за глуву и наглуву децу.

### Други десно, и право до јутра(21:35–21:47)
Први део овог низа славио је Националну здравствену службу („институцију која више од било које друге уједињује нашу нацију”, према програму), која је основана у години претходних Игара у Лондону 1948. године. Музику је написао Мајк Олдфилд. 600 плесача, од којих су сви били запослени НХС, заједно са 1.200 волонтера регрутованих из британских болница, ушло је заједно са децом на 320 болничких кревета, од којих су неки функционисали као трамполини. Започели су кратку џајв рутину. Из тора су посматрали посебно позвано болничко особље и деветоро деце пацијената из болнице Греат Ормонд Стреет . Прекривачи на креветима су осветљени, а кревети су распоређени тако да осликавају дечје лице са осмехом и сузама (лого Болничке дечије добротворне организације). Акроним „ГОСХ“ се затим променио у иницијале „НХС“, претварајући се у облик полумесеца док су сестре ушуткавале децу да спавају и читају књиге.
Серија је затим прешла на прославу британске књижевности за децу. ЈК Ровлинг је почела читањем из Питера Пана ЈМ Барриеа (чија су ауторска права дата болници Греат Ормонд Стреет). Међу децом се појавио Хватач деце, праћен огромним луткарским приказима зликоваца из британске књижевности за децу: Краљице срца, Капетана Куке, Круеле де Вил и лорда Волдеморта. Неколико минута касније, 32 жене које су глумиле Мери Попинс спустиле су се са својим кишобранима, док су се зликовци испухали, а глумци су наставили да плешу. Музика за ову секвенцу укључивала је делимично преуређене делове из Тубулар Беллс (са џиновским сетом цевастих звона на задњем делу бине), Тубулар Беллс III и, након што су зликовце отерали ликови Мери Попинс, Ин Дулци Јубило . Током ове представе деца у пиџамама су скакала горе-доле по својим јарко осветљеним креветима, стварајући незаборавну слику у мраку стадиона.
Серија је закључена бледом, гигантском бебином главом, са таласастим плахтом за њено тело, у центру арене. Ово је прославило шкотске пионире акушерског ултразвучног снимања.

### Интерлудиј(21:47–21:52)
Симон Раттле је потом представљен да диригује Лондонским симфонијским оркестром у извођењу Вангелисове „ Ватрене кочије “, као омаж британској филмској индустрији, а Рован Аткинсон је поновио своју улогу господина Бина, комично свирајући поновљену ноту на синтисајзер. Затим је упао у снимљену секвенцу снова у којој се придружио тркачима из филма Ватрене кочије, победивши их у њиховој култној вожњи дуж Вест Сандса у Сент Ендрјусу тако што је возио аутомобил, поново се придружио трци и саплитао првог тркача. Дени Бојл је касније објаснио: "То заправо није био господин Бин. Строго говорећи, име његовог лика било је Дерек". У документарцу „Срећан рођендан, господине Бин“ из 2021., Аткинсон је такође изјавио да представа заправо није била замишљена да буде лик господина Бина.

### Френки и Џун кажу... хвала Тим(21:52–22:09)
Ова секвенца је славила британску популарну музику и културу, одајући почаст свакој деценији од 1960-их. Уз пратњу Би-Би-Сијевог филмског журнала „Девојке у сивом” и тематске мелодије из  The Арцхерс, млада мајка и син долазе у Мини Цоопер- у до реплике модерне британске куће у пуној величини. Временска прогноза Мајкла Фиша из 1987. године „Не брини за ураган“ приказана је на великим екранима док је киша изненада обасјала кућу, праћена „ Притисни дугме “, Сугабабеса. У центру арене, стране друге куће, три пута веће, коришћене су као екрани за приказивање снимака из различитих ТВ програма, музичких спотова и филмова, укључујући А Маттер of Лифе анд Деатх (Јун је назван по свом протагонисти), као као и Грегоријева девојка, Кес, кваке и метле, Снешки човек, Човек од прућа, Четири венчања и сахрана, британске сапунице Улица крунисања и ЕастЕндерс, шпанска ТВ емисија Цуентаме цомо пасо и Бојлов сопствени Траинспоттинг на врху кућа на дну. Велика група плесача, усредсређена на Френки и Џун (19-годишњи Хенрик Коста и 18-годишња Јасмине Брејнбург) у ноћном изласку, изводила је низ британских популарних песама распоређених широко хронолошки, почевши са „ Гоинг Ундергроунд “ од The Јам, предлажући вожњу лондонском подземном жељезницом. Током ове стазе слике метроа су пројектоване на кућу, а бивши градоначелник Лондона Кен Ливингстон је накратко виђен на возачком седишту. Током читаве серије чланови глумачке екипе су слали поруке једни другима или постављали ажурирања статуса друштвених мрежа на Интернет. Френки и Џун су прво приметили једно друго док се пушта део из песме „ Вондерфул Тонигхт “ Ерица Цлаптона, али када је Френки видела да је Џун испустила свој телефон на подземној железници, кренуо је да га врати (комуницирајући коришћењем поновног бирања последњег броја на телефон њене сестре ).
Уследила је продужена плесна секвенца, са песмама укључујући " Ми Генератион " од Тхе Вхо, " ( И Цан'т Гет Но) Сатисфацтион " Роллинг Стонеса, " Ми Бои Лоллипоп " коју је отпевала Миллие Смалл, " Алл Даи анд Алл оф  the Нигхт “ групе Кинкс, „ Схе Ловес Иоу “ Битлса (са снимцима бенда који изводи песму), „ Трамплед Ундер Фоот “ Лед Зеппелина, „ Старман “ Дејвида Боувија, „ Бохемиан Рхапсоди “ групе Куеен (током могао се чути звук ТАРДИС- а из Доктора Коа ), " Претти Вацант " од Сек Пистолса (током кога су плесачи на повер скакачима са великим главама са Мохавк фризурама извели пого плес, а текст песме је исписан ЛЕД светла око стадиона), „ Блуе Мондаи “ од Нев Ордер-а, „ Релак “ од Франкие Гоес то Холливоод (током чега је Френки, кога је Џун питао за његово име, одговорио откривањем једног од бендових „Франкие саи...“ Т- кошуље), „ Повратак у живот (Како год да ме желиш) “ од Соул II Соул, „ Степ Он “ од Хаппи Мондаис, „ Свеет Дреамс (Аре Маде оф Тхис) “ од Еуритхмицс, „ Фирестартер “ од Тхе Продиги и „ Борн Слиппи .НУXX " од Ундерворлд-а, завршавајући тако што су глумци певали " И'м Форевер Бловинг Бубблес ", док су Френки и Џун ходали једно према другом. Иза њих је пројектована секвенца из филма Четири венчања и сахрана ; када су се пољубили, приказана је монтажа незаборавних пољубаца из филма, телевизије и стварног живота (укључујући један од првих међурасних пољубаца на британској телевизији у Хитној помоћи 10 и први лезбејски пољубац из Брооксида, који у неким земљама, укључујући Саудијску Арабију, тада је постао први лезбејски пољубац икад приказан на телевизији пре развода ), док је пуштена „ Песма 2 “ Блура. Уследило је извођење уживо песме „ Бонкерс “ Диззееја Расцал (која је одрасла у насељу Тауер Хамлетс ) , заједно са даљом секвенцом у којој сва глумачка екипа (и плесни дуо Бритаин'с Гот Талент Сигнатуре ) присуствују забави у Јуне'с хоусе док су свирали " Валерие " Ејми Вајнхаус, " Уприсинг " Мусе и " Пас Аут " Тиние Темпах.
На крају, већа кућа је подигнута како би открила да Тим Бернерс-Лее ради на НеКСТ рачунару, попут оног на којем је измислио Ворлд Виде Веб. Он је твитовао „Ово је за све“, одмах исписано у ЛЕД светлима око стадиона. У програму је објашњено "Музика нас повезује једни с другима и са најважнијим тренуцима у нашим животима. Једна од ствари која чини те везе могућим је светска мрежа". Бојл је желео да ода почаст Бернерс-Лију јер је светску мрежу учинио бесплатном и доступном свима (отуда и твит), уместо да тражи комерцијалну зараду од тога.

### Остани са мном(22:09–22:20)
Снимљена секвенца приказивала је одломке из штафете бакље широм Велике Британије, на музику "И Хеард Вондерс" Дејвида Холмса. Ово је затим пресечено уживо како би се приказао Дејвид Бекам како вози драматично осветљен моторни чамац низ реку Темзу и испод Тауер моста, до ватромета, док се фудбалерка Џејд Бејли држала за бакљу у чамцу. Ова секција је увежбана 24. јула 2012. када су снимљени крупни планови , а режирао ју је Стивен Далдри.
Затим је одата почаст „..пријатељима и породици оних на стадиону који не могу бити овде вечерас“, укључујући жртве бомбашких напада у Лондону 7/7 2005. (дан након што је Лондон добио награду за игре). Фотографије људи који су умрли приказани су на екранима као спомен, праћени одломком из амбијенталног дела Брајана Еноа " Ан Ендинг (Асцент) ". Химну „ Буди са мном “ затим је отпевала Емели Санде  док је група плесача у кореографији и укључујући Акрама Кана извела савремени плес на тему смртности.

### Добродошли(22:20–00:00)
Параду нација спортиста (извучено од 10.490 такмичара) и званичника из 204 нације (а такође и „ Независних олимпијских спортиста “) предводио је, по обичају, грчки тим, а затим остале конкурентске земље по абецедном реду, и коначно земља домаћин Велика Британија. Сваки од 205 тимова ушао је на стадион предвођен својим носиоцем заставе, у пратњи детета волонтера који је носио бакарну латицу (касније је откривено да је део котлића ) и младе жене која је носила натпис са именом земље на енглеском (и у хаљини). направљен од тканине са одштампаним фотографијама људи који су се пријавили да буду олимпијски волонтери).
Параду су пратиле углавном британске плесне нумере и популарне песме, укључујући „ Галванизе “ групе Цхемицал Бротхерс, „ Вест Енд Гирлс “ Пет Схоп Боиса, „ Роллинг ин the Дееп “ Аделе, „ Стаиин’ Аливе “ групе Бее Геес и и " Вхере  the Стреетс Хаве Но Наме " и " Беаутифул Даи " ирског бенда У2, а Велика Британија улази у песму Дејвида Боувија " Хероес " . Велшки друм анд басс ДЈ Хигх Цонтраст миксовао је и секвенцирао музику за параду спортиста.
Музика са брзим ритмом од 120 бпм  коришћена је у покушају да се тимови брзо шетају по стадиону, а то је појачано бубњарима на стадиону; Ипак, парадни део програма трајао је 1 сат и 40 минута, у поређењу са 1 сат и 29 минута процењеним у званичном водичу за медије. Када су сви спортисти били на стадиону, седам милијарди малих комада папира је избачено из хеликоптера Вестланда, сваки комад представља једну особу на Земљи. Заставе сваке нације постављене су на Гластонбери Тор.

### Бициклом ујутро(00:00–00:07 БСТ, 28. јул)
Када су се спортисти окупили у центру стадиона, Арцтиц Монкеис су извели „ И Бет Иоу Лоок Гоод он тхе Данцефлоор “ и „ Цоме Тогетхер “ Тхе Беатлеса, док је 75 бициклиста кружило око стадиона са крилима осветљеним ЛЕД диодама које представљају голубове Мир. Голубови су традиционално пуштани на церемонијама отварања Олимпијских игара, иако праве птице нису коришћене од 1992. године. Један бициклиста голубица, чији је кљун обојен жуто у част Бредлија Вигинса, као да је излетео са стадиона.

### Нека игре почну(00:07–00:24)
Формални део церемоније увео је Себастијан Коу, говорећи из Тора и окружен заставама земаља учесница. Он је пожелео добродошлицу посматрачком свету у Лондон. Он је изразио понос што је Британац и што је део олимпијског покрета и рекао да Олимпијада „окупља људе света... да би прославили оно што је најбоље у вези са човечанством“. Он је наставио да говори о "истини и драми" спорта, а затим захвалио Британији што је "све ово учинила могућим". Рогге је одговорио захваливши се Лондону, наводећи да је то трећи пут да је Лондон одржао Игре, након 1908. године, одржане у кратком року када Рим то није био у могућности (после ерупције вулкана), и 1948. три године након краја Светског рата. Други рат. Рогге се захвалио хиљадама волонтера, уз велико навијање. Он је најавио да је први пут у олимпијској историји сваки тим имао учеснице. Рогге је признао важну улогу коју је Велика Британија имала као „родно место модерног спорта“, кодификујући свој етос „фер плеја“ и уграђујући спорт у школски програм. Он је апеловао на спортисте да играју поштено и да буду без дрога, према вредностима Барона де Курбертена, подсећајући их да су узори који ће „инспирисати једну генерацију“. Након што је поново кратко изразио ова осећања на француском, позвао је краљицу да отвори Игре.
Краљица је такмичење прогласила званично отвореним, одмах након чега је уследила труба фанфара заснована на теми из Тубулар Белс Мајка Олдфилда, а затим и ватромет. Церемонија 2012. била је други пут да је краљица отворила Олимпијске игре, а прве су биле Летње олимпијске игре 1976. у Монтреалу у својству краљице Канаде. То је такође био први пут да је било која особа два пута отворила Летње олимпијске игре (још две олимпијаде су отворене у њено име, са још две зимске игре отворене у њено име).
Олимпијску заставу је носило осам људи изабраних из целог света да отелотворе олимпијске вредности: Дорин Лоренс (изабрана због своје „неуморне жеђи за правдом“), Хаиле Гебрселасије (за његову „борбу против сиромаштва“), Сели Бекер (за њу „храброст“), Бан Ки Мун (као генерални секретар УН), Лејма Гбови (као „велики миротворац“), Шами Чакрабарти (за „њен интегритет“), Данијел Баренбојм (за уношење „хармоније уместо раздора“ ), и Марина Силва (као УН шампион Земље). Застава је застала испред Мухамеда Алија (позваног да представља „поштовање, самопоуздање, убеђење, посвећеност, великодушност и духовну снагу“), који ју је држао неколико тренутака. Заставу је примила обојена гарда Оружаних снага Њеног Величанства  и подигнута уз Олимпијску химну, коју су извели ЛСО и Гриметорп Цоллиери Банд. Кратка реприза песме „И ја ћу пољубити“ започела је олимпијске заклетве, које су у име спортиста положиле теквондоисткиња Сара Стивенсон, британски АИБА судија Мик Баси у име званичника и Ерик Фарел у име тренера.

### Постоји светло које се никада не гаси(00:24–00:38)
Ова секција је добила име по истоименој песми групе Тхе Смитхс. Моторни чамац којим је управљао Дејвид Бекам стигао је са Олимпијским пламеном преко Лимехоусе Цут и Лее Навигатион . Стив Редгрејв је од тога упалио своју бакљу на чамцу и унео је на стадион кроз почасну гарду од 500 грађевинских радника који су изградили Олимпијски парк. Пренео је пламен на тим од седам младих људи, од којих је сваки номиновао познати британски олимпијац да пренесу циљ Игара да „инспиришу једну генерацију“. Шест чланова тима су били спортисти, а седми је био волонтер волонтер.
Тинејџери су обишли стадион, сваки редом носио бакљу, док је Алекс Тримбл, певач Тво Доор Цинема Цлуба, извео „ Цалибан'с Дреам “  са Доцкхеад хором, Онли Мен Алоуд, Елизабетх Робертс и Есме. Смитх. Ово је специјално за церемонију написао Рик Смит из Ундерворлда.
Сваког младог спортисту је поздравио њихов номиновани олимпијац (гледало га је 260 британских освајача медаља са претходних летњих и зимских Игара од Лондона 1948. године) и поклонио им сопствену бакљу, која је затим упаљена из пламена. Трчали су кроз ходник између окупљених спортиста до центра стадиона, где су 204  бакарне латице (на свакој исписано име тима који је пратио током параде) сада виђене у кружној формацији причвршћеној за дугачке цеви ( латице су требале да прате сваку екипу кући након такмичења, као успомену). Млади спортисти су запалили неке од латица, а када се пламен проширио на све, цеви су се полако дизале са пода стадиона и спајале се у котао. Упаљачи за казан су били ( номинатор у загради ):
- Калум Ерли ( Ширли Робертсон )
- Џордан Дакит ( Данкан Гудхју )
- Дезире Хенри (Дејли Томпсон)
- Кејти Кирк ( Мери Питерс )
- Камерон Макричи (Стив Редгрејв)
- Ејдан Рејнолдс ( Лин Дејвис )
- Адел Трејси (Кели Холмс)

Котао који је дизајнирао Томас Хедервик описан је као "једна од најбоље чуваних тајни церемоније отварања": до овог тренутка није откривен његов дизајн, локација и ко ће га запалити.

### И на крају(00:38–00:46)
Налет спектакуларног ватромета праћен песмом Пинк Флојда „ Ецлипсе “ поткријепљен је сликама незаборавних олимпијских побједа приказаних на великим екранима, а пиксели стадиона приказују Џесија Овенса како трчи. Врхунац овог дела био је поглед уживо на олимпијске прстенове 34 km (21 mi) изнад Земље, пренет са једног од балона лансираних три и по сата раније. Небо је тада обасјано рефлекторима који су пробијали дим (још једна икона Лондона) од ватромета, Орбит торањ је био осветљен. Пол Макартни и његов бенд извели су завршни део песме " Тхе Енд ", а затим и " Хеи Јуде ", са рефреном који је отпевала публика да би затворила церемонију у 00:46 БСТ.

## Музика
Еклектичан музички програм је изабран да прикаже скоро искључиво британску музику  са комадима који представљају четири британске нације. Укључивао је класична дела британских композитора као што је Хуберт Пари и наступе британских хорова и оркестара. Фокус је био углавном на музици од 1960-их па надаље, што је довело до тога да се један кинески новинар упитао: „Да ли ће ово бити највећа рокенрол церемонија отварања икада?“.
Рик Смит и Ундерворлд су компоновали комаде за церемонију, укључујући „ И ја ћу пољубити “  коришћену током секције „Пандемонијум“ и „ Калибанов сан “  који се чуо током паљења казана. Они су били позитивно оцењени; у Тхе Гуардиану, Мицхаел Ханн је написао „Ундерворлд... је мало тријумфовао: грађења и бледења која су научили у свету плесне музике дали су понекад неодољивом визуелном спектаклу осећај структуре“.
Музички мотиви су коришћени да би повезали програм церемоније: на пример, тема 'звиждука' која се први пут чула током минута тишине уграђена у песму "Анд И Вилл Кисс" често се враћала - иза беса док се ковао прстен, избијајући тријумфално као пет прстенова се спојило, а касније поново као главна тема 'Калибановог сна' док је пламен парадирао стадионом.
Звона су била тема отварања Олимпијских игара са почетком у 8:12 са радом уметника Мартина Крида бр. 1197: Сва звона, када су звона звонила широм Уједињеног Краљевства укључујући четрдесет удараца Биг Бена. „Звук звона је звук Енглеске“, рекао је Бојл волонтерима током пробе. Велики део музике за церемонију је садржао референце на „звоно“, повезујући се са великим звоном искованим за церемонију и евоцирајући звона као „звук слободе и мира“. Модификоване секвенце засноване на традиционалном британском звону са осам звона испод „Анд И Вилл Кисс“ и пренесене у одељак „ Цеваста звона “/НХС, са ручним звонима и великим звоном који се јавља на „Калибановом сну“ и на кључним местима у церемонија. Након затварања засвирало се и звоно, пошто се стадион испразнио.
Бојл је лично пришао многим уметницима, да види да ли ће бити заинтересовани за наступ, а такође је одлетео на Барбадос на једносатни састанак са Мајком Олдфилдом. Неколико га је одбило, укључујући Елвиса Костела и Дејвида Боувија. Уметницима је плаћена номинална накнада од 1 фунте да би њихови уговори постали правно обавезујући.
Унапред снимљена звучна подлога Ислес оф Вондер објављена је на иТунес-у у поноћ 28. јула 2012. године, а комплет ЦД-а на два диска објављен је 2. августа. У року од два дана албум за преузимање заузео је прво место на иТунес листама албума у Британији, Француској, Белгији и Шпанији, и достигао 5. место у Сједињеним Државама, као и 5. место на британским листама албума. Закључни коментар Рика Смита у белешкама на омоту ЦД-а био је: „Острво је пуно буке.

## Химне
- National Anthem of the United Kingdom – Kaos Signing Choir for Deaf and Hearing Children
- Olympic Anthem – London Symphony Orchestra

## Технички аспекти
Главно пуњење стадиона почело је 10. маја и трајало је десет недеља од највлажнијег лета у последњих сто година, што је представљало значајне изазове. Демонтажа инсценације трајала је само шездесет сати. Окућница је била висока 2,5 m и морала је да прими елементе откривене током церемоније, као што су димњаци и греде из 'Пандемонијума' и казан. Да би се осигурало да остане тајна, котао је добио кодни назив 'Бетти', и инсталиран и тестиран ноћу.
Стадион је био опремљен звучним системом од милион вати и више од 500 звучника. Искоришћено је око 15.000 m2 (3,7 acres) сценографије и 12.956 подупирача, као и 7.346 m2 (1,815 acres) травњака укључујући усеве. 70.799  панела пиксела од 25 центиметара (10 инча) постављено је око стадиона, укључујући између сваког седишта. Сваки панел је повезан са централним рачунаром и био је опремљен са девет ЛЕД пиксела у пуној боји компаније Таит Тецхнологи. Ово је омогућило емитовање слика током извођења, као што су го-го плесачица из 1960-их, воз лондонске подземне железнице и представљање рођења интернета. Публика је такође могла да учествује машући веслима како би се створио ефекат треперења. Ове анимације је дизајнирала 59 Продуцтионс, а видео анимације је произвела кинеска компанија Цристал ЦГ. 2Д у 3Д трансформацију и мапирање видео садржаја на панеле су урадиле конзоле медијског сервера Аволитес Медиа .
Технички директор Пирс Шеперд осмислио је комплексну промену од руралног ка индустријском током 'Пандемонијума'. Седам димњака на надувавање је направио Аирворкс, а различите висине (три су била 22 m (72 ft), два су била 23 m (75 ft) а два су била 30 m (98 ft) висока). Израђене су од меке тканине, са спољним слојем одштампане шаре цигле. Сваки је садржао четири индустријска вентилатора у подножју за њихово надувавање, и машину за дим при врху, и подизани су у ваздух са надземних платформи. Моторе са снопом у природној величини конструисали су на сцени тимови сценских радника и чланови Волонтерског тима. На врхунцу 'Пандемонијума', у сцени ковања олимпијског прстена, јантарна светла упаљена у низу стварала су илузију 30 m (98 ft) река растопљеног челика, са пиротехничким димом и сувим ледом као пара. Оригинална травна површина је уклоњена да би се открила џиновска стилизована мапа Лондона.
Заједно са професионалном екипом радило је преко 800 волонтера; неки су били студенти продукцијске уметности из британских драмских школа. Многи су радили на олимпијским и параолимпијским церемонијама од почетка 2012. у студијима Тхрее Миллс и на локацијама за пробе у Дагенхаму, пре него што су се преселили на стадион 16. јуна. Хиљаде глумаца су упућене и координисане упутствима добијеним преко слушалица („монитори у ушима“), а прилагођавања су вршена током извођења: на пример, током Пандемонијума су послати додатни волонтери да се увере да је сав травњак очишћен на време. Слушалице су такође носиле континуирани електронски метрономски четири такта како би сви ходали и кретали у складу са музиком.
У јулу 2013. откривено је да је ујутро на церемонији, британски надзорни штаб ГЦХК открио кредибилну претњу сајбер нападом која је могла да убије систем осветљења на стадиону. Предузете су контрамере, а у поподневним часовима са министрима у Влади разговарано је о плановима за ванредне ситуације на састанку у сали за брифинг кабинета. Међутим, овај напад никада није остварен.

## ТВ покривеност
ББЦ -јево извештавање је почело у 19:00 и наставило се без прекида до 00:50. ББЦ публика је у просеку имала око 24,46 милиона гледалаца, а достигла је максимум од око 26,9 милиона. Ово је била највећа просечна публика за било које емитовање од 1996. године и једна од 20 најгледанијих телевизијских емисија у Великој Британији свих времена. Дејвид Стрингер из Асошиејтед преса описао је извештавање као „успех... до сада, амбициозни – и технички тежак – олимпијски план ББЦ-ја је функционисао готово без грешке. Еуан Фергусон из Обсервера је прокоментарисао да је „досадашње праћење Олимпијских игара... било скоро савршено“. Међутим, Клајв Џејмс је био критичан према програму изградње, који су представили Гери Линекер и Сју Баркер. Коментатори Би-Би-Сија били су Хју Едвардс, Хејзел Ирвајн и Тревор Нелсон, кога је Енди Досон из Дејли мирора критиковао да се копрца „као лутка вентрилоквиста пуна кетамина ниског квалитета“. Уочи церемоније одржани су приватни разговори између Бојла и коментатора Би-Би-Сија. Бојл је био незадовољан што је наметнут глас на церемонији, у којој је желео да гледаоци могу да уживају без коментара. Би-Би-Си је понудио неколико опција, укључујући 'без коментара' за своје ТВ и онлајн преносе. Аудио опис је такође дат уз коментар Ницка Муллинса .
Скоро 41 милион америчких гледалаца пратило је извештавање НБЦ о догађају. Критике су упућене на њену одлуку да одложи ово емитовање и да не учини верзију уживо доступном чак ни кабловским и веб корисницима. Било је честих прекида због рекламних пауза. Многи амерички гледаоци тражили су друге начине за гледање (као што је ББЦ феед уживо), упркос томе што су и НБЦ и МОК обећали да ће сузбити неовлашћене стримове. Значајније критике упућене су НБЦ-у због скраћења интервјуа Рајана Сикреста са Мајклом Фелпсом током одавања почасти 'меморијалном зиду' укључујући комеморацију жртвама бомбашких напада у Лондону 7/7, што је виђено као непоштовање и безосећајност. Портпарол Ен-Би-Сија је рекао да је мрежа изоставила тај сегмент јер је њен програм "скројен за америчку публику". Било је и критика на рачун коментатора Мета Лауера и Мередит Виеире због наговештаја да је краљица заправо искочила из хеликоптера. Виеира и Лауер су признале да нису знале да је Тим Бернерс-Лее изумитељ Ворлд Виде Веб-а  јер је прокоментарисала „Ако нисте чули за њега, нисмо ни ми“, пре него што је Лауер рекла публици да Гуглај га. Ови пропусти су откривени на Твитеру током емитовања са хештегом #нбцфаил.
Церемонију су снимила три одвојена емитера: Би-Би-Си, Олимпиц Броадцастинг Сервицес (који је режирао фински државни емитер ИЛЕ у име ОБС-а) и независна продуцентска кућа Доне анд Дустед, коју је ангажовао ЛОЦОГ и која ради под Бојловим руководством. Ово је био први пут да је независна продукцијска кућа коришћена за олимпијску церемонију. Ова ситуација је довела до одређене напетости, пошто је Бојл желео више уметничке контроле и осећао је да не добија никакву сарадњу од ОБС-а. Он је критиковао извештавање ОБС-а током свог коментара за ББЦ ДВД. Поред тога, Би-Би-Си је снимио неке од унапред снимљених делова церемоније. Снимање је за телевизију режирао Хамисх Хамилтон, који га је описао као "лако најтежи посао у мом животу".
Би-Би-Си је 29. октобра 2012. објавио снимак целе церемоније, који је монтирао Дени Бојл и са додацима у позадини, попуњавајући више од једног диска од пет ДВД или Блу-раи дискова, који је такође садржао више од седам сати спортских догађаја. као комплетна церемонија затварања. Опција „ББЦ без коментара“ за церемонију отварања доступна је на ДВД-у, као и песма са коментарима Денија Бојла и Френка Котрел-Бојса .

## Пријем
Тајмс је церемонију описао као "ремек-дело", а Тхе Даили Телеграпх је рекао да је била "бриљантна, запањујућа, луда и потпуно британска". Главни спортски писац Би-Би-Сија, Том Фордајс, назвао га је „ексцентричним“ и „надурљивим“, рекавши „нико није очекивао... да би то било тако величанствено глупо, тако цинично-згњечено шармантно и, па, тако много забаве за себе."  Две недеље након церемоније Џонатан Фридланд из Гардијана је написао да је „Бојлов спектакуларан, тако лепо изведен и генијално замишљен да остаје у мислима чак и када се затварање приближава, да се издваја од својих претходника захваљујући не само хумору и ексцентричности, али и зато што је имао шта да каже“. Пишући у Тхе Обсерверу, Џеки Кеј је прокоментарисала да се „чинило да је Бојл измислио нову врсту церемоније отварања, церемонију концепта, ону која прихвата велике идеје подједнако страствено као и техничку раскошност“. Тхе Стаге је рекао да је „спектакуларна и дирљива церемонија отварања Олимпијских игара Денија Бојла несумњиво била позоришни врхунац 2012. године“.
Иако су похвале стизале са свих страна политичког спектра, неколицина на британској политичкој десници била је незадовољна. Ејдан Барли, конзервативни посланик, осудио је церемонију на Твитеру као „ левачко мултикултурално срање“. Многи колеге конзервативци, укључујући Дејвида Камерона и Бориса Џонсона, одбацили су Берлијеве коментаре.
Стране реакције су биле изузетно позитивне. Њујорк тајмс је рекао да је церемонија била „урнебесно необична... дивља збрка слављеничког и маштовитог; конвенционалног и ексцентричног; и искрено несвакидашњег”. Форбс ју је назвао Бојловом „љубавном песмом према Британији“, док је „Спортс илустрејтед“ приметио њене политичке аспекте, назвавши је „прославом протеста и неслагања“. Сиднеј Морнинг Хералд је рекао да је то био „незабораван почетак... истовремено субверзиван и узвишен“ , а Тхе Тимес оф Индиа је рекао да је „Лондон представио живописну слику богатог наслеђа и културе Велике Британије“. Кинеска новинска агенција Синхуа описала је церемонију као „заслепљујућу“ и „ексцентричну и бујну прославу британске историје, уметности и културе“. Кинески уметник Ај Вејвеј похвалио је церемонију због њеног „људског додира“, рекавши „У Лондону су церемонију заиста претворили у забаву... таква густина информација о догађајима и причама, књижевности и музици; о народним причама и филмовима“.
Руски председник Путин рекао је да је церемонија била "дивна и незаборавна". Дмитриј Медведев је рекао: „Био је то изузетан спектакл, веома добро припремљен и прилично богат... успео је да створи веома британску атмосферу... успели су да нађу прави језик... да комуницирају."  Панос Самарас из грчког НЕТ-а рекао је да је „то више личило на велики мјузикл, рок оперу... него на церемонију Олимпијаде“. Француски спортски лист Л'Екип пише да је „преузео класику из таквих догађаја и забавио се са њима“, док је Ле Парисиен рекао да је „била величанствена, инвентивна и необична која се у великој мери ослањала на корене британског идентитета“. немачки Дие Die Welt поздравио га као „спектакуларног, блиставог, али и провокативног и дирљивог“.
Кинеске вести ЦЦТВ-4 кажу да је церемонија била "запањујући празник за очи". Јужнокорејски Јонхап рекао је да је то било „наизмјенце драматично, маштовито, духовито и свечано“ и „уткало причу о прошлости, садашњости и будућности земље“. Сингапурски Страитс Тимес је рекао да је то била "велика емисија" вредна пажње и због "размера" и "аутентичности". Аустралијанац је похвалио „славни пандемонијум посвећен бујној, хаотичној енергији Лондона... који намерно ужива у хаосу британског слободног друштва и популарне културе“. Француски Ле Фигаро је рекао да одражава "најбољи допринос који је Британија дала свету... њен смисао за хумор, музику и наравно спорт". Канадска радио-дифузна корпорација је саопштила да је то била „потресна, узбудљива, понекад тиха и задубљена церемонија“. Катарски Тхе Пенинсула саопштио је да је Лондон урадио "спектакуларан посао" чинећи церемонију "догађајем за памћење".
У прегледу на крају године, британски магазин К је рекао: „Све је могло бити другачије. Како су се приближавале Летње олимпијске игре у Лондону 2012, плима скептицизма је изгледала готово неповратна. Било је тешко спонзорство, драконска безбедност, проблеми са продајом карата, растућим буџетом и вребајућим страхом да би церемонија отварања могла бити, према оштром опису редитеља Денија Бојла, "срање", требало је мање од четири сата у ноћи на петак 27. јула само што церемонија очигледно није била срање, то је био најизненађујући, најдирљивији, најспектакуларнији културни догађај који је ова земља икада видела... модерна Британија, у свој својој лудој, вишеструкој слави." 
Аутор церемоније, Франк Котрел-Боиц, рекао је: "Људи око нас су мислили да ће можда требати одбрана, па ми је речено да следећег јутра обавим штампу. Био сам потпуно изненађен [позитивним одговором] . Много људи је било Али мислим да Данни није ни у једном тренутку показао да ће то бити било шта друго осим невероватно.
У децембру 2012. културни критичар Тхе Гуардиан-а изабрао је церемонију за „најбољи уметнички догађај године“. Истраживање британске јавности које је спровео Самсунг прогласило је то за други најинспиративнији телевизијски тренутак свих времена, одмах иза слетања Апола 11 на Месец 1969. године. Истраживање Дигитал Спи од више од 25.000 у великој већини је прогласило церемонију за врхунац забаве 2012. Церемонија је била други најчешће спомињани забавни догађај на интернету у 2012. години, са нешто више од шест милиона спомињања, на другом месту на додели Греми награда. Би-Би-Си је известио да је то била најтраженија ставка од 2012. на својој услузи иПлаиер на захтев, са 3,3 милиона захтева.
Бојлу је нуђена витешка титула крајем 2012, али је то одбио, рекавши „Веома сам поносан што сам равноправан грађанин и мислим да је церемонија отварања била управо то“.

## Наслеђе
Неки коментатори су ову церемонију идентификовали као изазивање новог расположења у Уједињеном Краљевству: „једва завршио пре него што је постао синоним за нови приступ, не само британској култури већ и самом британству. Политичари ће га ускоро помињати, користећи га као скраћеницу за нову врсту патриотизма која не жали за несталом Британијом али воли земљу која се променила. Бојлова церемонија је била поздрављена са (скоро) свих страна... зато што је нацији која је навикла да се руга својим безбројним манама са новим, непознатим позитивним погледом на себе... То је, можда, било., овај недостатак цинизма на који су људи реаговали ... Тако навикли на британску иронију и одвојеност, било је освежавајуће присуствовати несрамном, позитивном случају за ову земљу  Сам Бојл каже да је ово најважнија ствар коју је одузео олимпијско искуство: „Колико је важно веровати у нешто. Можеш да направиш будалу од себе и људи ће рећи: 'Како можеш да верујеш у то, глупи идиоте?' Али ако верујете у нешто, носите људе са собом."
Пословни лидери су такође добили инспирацију из догађаја, дивећи се његовом преузимању ризика  и креативној слободи, као и поверењу и лојалности коју су инспирисали радници и волонтери. У фебруару 2013. Би-Би-Сијев шеф драме Бен Стивенсон рекао је публици писаца, комесара и продуцената да „жели да потраже инспирацију на церемонији отварања Олимпијских игара у Лондону“ које су, како је рекао, „имале обим и сјај и, изнад свега, успео је не упркос свом британству, већ због британства, одушевивши гледаоце овде и широм света укорењењем у аутентичне приче и дух ових острва."  Стив Куган је рекао Френку Котрел-Бојсу да осећа да је то „као царева нова одећа у обрнутом смеру... да је учинила да се иронија и постмодернизам осећају уморно и да је прошлост свог рока“, а Расел Т Дејвис је рекао Бојсу: То је променило моју идеју о могућем." 
Осврћући се на церемонију отварања Зимских олимпијских игара 2014. у Сочију у Русији, Овен Гибсон из Гардијана приметио је да је Бојл својим „комплексним, интимним снимком „ко смо били, ко смо и ко желимо да будемо““ „поново написао правилник за церемоније отварања”.